# 손영민
손영민(孫詠敏, 1987년 4월 28일 ~ )은 전 KBO 리그 KIA 타이거즈의 투수이다.

## 아마추어 시절
2005년에 류현진, 김현수, 강정호, 김광현, 한기주 등과 함께 청소년 국가대표팀에 차출되었다.

## KIA 타이거즈시절
2009년 KIA 타이거즈의 'V10' 달성 때 선발과 마무리에 비해 주목받지 못하는 중간 계투 요원이었지만 우승에 큰 역할을 했다.
팀의 필승 계투조로서 그와 곽정철, 유동훈 등 3명을 그들의 이니셜을 딴 'SKY' 라인이라 불렀다. 공익 근무로 병역을 해결하였다.
그리고 4월 29일 임의 탈퇴가 해체되고 복귀했지만 50경기 출장 정지 징계를 받았다.

## 음주운전 논란
2012년 가정사 및 9월 21일 유스퀘어 인근에서 발생한 음주운전 사고로 인해 큰 물의를 빚고 KIA 타이거즈에서 임의 탈퇴 공시되었다. 2013년 5월 16일 광주지방법원에서 징역 6개월에 집행유예 2년, 준법운전 프로그램 40시간 이수가 선고되었다. 이후 임의탈퇴가 해제되고 KIA 선수단에 복귀하게 되지만 별다른 활약을 보이지 못하고 2018년 7월 8일, 웨이버 공시로 팀을 떠났다.

## 별명
청주기계공업고등학교 재학시절 약팀인 기계공고의 에이스라고 불렸고, 이강철과 같은 폼, 같은 등번호(19)로 2009년 KIA 타이거즈 'V10' 달성에 자신이 맡은 위치에서 큰 역할을 하면서 '포스트 이강철', '손강철'로 불리기도 했다.

## 대한민국 야구 국가대표팀 경력
- 2005년 청소년 국가대표팀

## 출신 학교
- 우암초등학교
- 청주중학교
- 청주기계공업고등학교

## 통산 기록
| 연도 | 팀명  | 평균자책점 | 경기 | 완투 | 완봉 | 승 | 패 | 세 | 홀 | 이닝  | 피안타 | 피홈런 | 볼넷 | 사구 | 삼진 | 실점 | 자책 | 비고     |
| ---- | ----- | ---------- | ---- | ---- | ---- | -- | -- | -- | -- | ----- | ------ | ------ | ---- | ---- | ---- | ---- | ---- | -------- |
| 2006 | KIA   | 0.00       | 2    | 0    | 0    | 0  | 0  | 0  | 0  | 2.0   | 1      | 0      | 3    | 1    | 1    | 0    | 0    |          |
| 2007 | KIA   | 3.21       | 54   | 0    | 0    | 3  | 1  | 0  | 2  | 73.0  | 61     | 4      | 29   | 15   | 46   | 29   | 26   |          |
| 2008 | KIA   | 3.66       | 50   | 0    | 0    | 5  | 2  | 1  | 5  | 64.0  | 65     | 2      | 22   | 7    | 56   | 27   | 26   |          |
| 2009 | KIA   | 2.97       | 63   | 0    | 0    | 5  | 2  | 1  | 12 | 94.0  | 71     | 5      | 20   | 10   | 65   | 36   | 31   | 홀드 6위 |
| 2010 | KIA   | 4.63       | 67   | 0    | 0    | 3  | 5  | 1  | 18 | 68.0  | 73     | 8      | 25   | 7    | 48   | 36   | 35   |          |
| 2011 | KIA   | 3.08       | 59   | 0    | 0    | 9  | 6  | 5  | 10 | 87.2  | 73     | 4      | 26   | 11   | 66   | 34   | 30   |          |
| 2012 | KIA   | 7.63       | 18   | 0    | 0    | 2  | 2  | 1  | 1  | 15.1  | 18     | 2      | 2    | 3    | 18   | 13   | 13   |          |
| 2017 | KIA   | 10.80      | 15   | 0    | 0    | 0  | 1  | 0  | 4  | 13.1  | 26     | 4      | 3    | 1    | 9    | 16   | 16   |          |
| 통산 | 8시즌 | 3.82       | 328  | 0    | 0    | 27 | 19 | 9  | 52 | 417.1 | 388    | 29     | 130  | 55   | 309  | 191  | 177  |          |